# 早稲田大学法学学術院
早稲田大学法学学術院（わせだだいがくほうがくがくじゅついん、英語：Faculty of Law）は、法学系の学部・大学院を運営・管理する早稲田大学の教員組織。早稲田大学に設置されている法学部、法学研究科、法務研究科、比較法研究所、法務教育研究センターを構成する。

## 概要
早稲田大学法学学術院は、2004年9月に早稲田大学が、独立した機関として位置付けてきた学部・大学院研究科の一体的運営を目指し、系統ごとに学術院を設置したのに伴い発足した教員組織である。法学部事務所、法学研究科事務所、法務研究科事務所は全て早稲田大学本部キャンパス8号館に位置する。

## 組織
- 学部
  - 法学部
    - 司法・法律専門職
    - 企業・渉外法務
    - 国際・公共政策
- 大学院
  - 法学研究科
    - 民事法学専攻
    - 公法学専攻
    - 基礎法学専攻

  - 法務研究科(法科大学院)
    - 法務専攻
- 学術院所属附属機関
  - 比較法研究所
  - 法務教育研究センター